# Morales de Toro
Morales de Toro es un municipio y localidad española de la provincia de Zamora, en la comunidad autónoma de Castilla y León.

## Toponimia
El topónimo Moral, según Riesco Chueca,  responde a un modelo tradicional del área leonesa, consistente en un nombre de árbol en singular, femenino y con o sin artículo. Así es frecuente La Moral, con o sin artículo, así como sus diminutivos, que preservan el género femenino, de tradición latina. En la provincia de Zamora son frecuentes los topónimos Moral, Moraleja o Moralina. El origen de todos ellos es el totémico Morus nigra o morera negra (latín mōrus, -i), aún denominado moral en gran parte del dominio lingüístico leonés. Este es un árbol de antigua tradición concejil, frecuentemente plantado ante muchas de las iglesias rurales. En la mayor parte de los casos, su forma diminutiva no suele aludir a un moral pequeño, sino a una población llamada Moral que es de menor rango que otra localidad del mismo nombre.
Frente a esta teoría, también se indica que en origen podría referirse a personas procedentes de África si atendemos al significado derivado del vocablo latino 'maurus' (mauritano), y este del griego 'mαῦρος' (maûros), con significado de oscuro, por alusión al color de su piel.
"De Toro" es, como en muchas localidades de la zona, la concreción geográfica que en este caso se hace necesaria para diferenciarlo de otros pueblo como Morales del Vino, Morales de Valverde y Morales del Rey.

## Geografía física

### Ubicación
Integrado en la comarca de Alfoz de Toro, se sitúa a 41 kilómetros de la capital provincial. El término municipal está atravesado por la autovía del Duero (A-11) y por la carretera nacional N-122, entre los pK 413 y 421, además de por carreteras locales que permiten la comunicación con Villavendimio, Casasola de Arión y San Román de Hornija. Su término limita al norte con Villavendimio y Villalonso, al sur y al este con la provincia de Valladolid, y  al oeste con Toro.
| Noroeste: Villavendimio | Norte: Villalonso                      | Noreste: Casasola de Arión (Valladolid)    |
| Oeste: Toro             |                                        | Este: Pedrosa del Rey (Valladolid)         |
| Suroeste: Toro          | Sur: San Román de Hornija (Valladolid) | Sureste: San Román de Hornija (Valladolid) |

### Orografía
El relieve del municipio es predominantemente llano, estando atravesado por el río Bajoz. La altitud oscila entre los 724 metros al suroeste (Miralmonte) y los 660 metros a orillas del río Bajoz. El pueblo se alza a 706 metros sobre el nivel del mar.

## Historia
Hay indicios que confirmarían la existencia de Morales ya en época romana. Más adelante, en la Edad Media, Alfonso III de Asturias consolidó las fronteras del reino en los ríos Duero y Mondego, y llevó a cabo una fuerte actividad repobladora, acogiendo a una importante inmigración mozárabe. Posiblemente sea de esta época el castillo o fortaleza que hubo en Morales.
En el año 1153 Morales quedó incluido dentro de la demarcación de la Tierra de Toro que hizo el rey Alfonso VII de León, quien concedió a Toro estas tierras.
Ya en el siglo XIII, en el año 1220, el obispo Martín de Zamora otorgó fuero propio a Morales de Toro, si bien la localidad fue donada en 1222 a la Orden Teutónica, hecho que no evitó que en 1244 le fuese concedido un nuevo fuero por parte del obispo Pedro de Zamora.
En el siglo XIV, Pedro I el Cruel sucedió en el trono a su padre Alfonso XI, bajo cuyo reinado es cuando mayor número de veces aparece citado Morales en los escritos de la época.
Por otro lado, desde las Cortes leonesas de 1188, Morales fue una de las localidades representadas por la ciudad de Toro en Cortes, siendo una de las que integró posteriormente la provincia de Toro, dependiendo desde la Edad Media del arciprestazgo toresano.
Ya en la Edad Moderna, durante el reinado de Felipe II de España el endeudamiento de la Corona tuvo como una de sus consecuencias que Morales fuese vendido en Señorío a Rodrigo de Ulloa, Señor de la Mota, hecho que tuvo lugar en el año 1573, desapareciendo dicho señorío en el 1812.
El dos de junio de 1813 tuvo lugar en las proximidades de Morales de Toro la llamada «batalla de Morales», en la que se puso fin a la Guerra de la Independencia en tierras zamoranas. En ella se enfrentaron unidades de la caballería napoleónica contra otras de la caballería británica, estas últimas formando parte del ejército aliado que al mando de Duque de Wellington había entrado pocos días antes en España por la frontera luso-zamorana al norte del Duero y que avanzaba por la provincia de Zamora en busca de los ejércitos imperiales al mando del rey José I Bonaparte.
Ya en la Edad Contemporánea, al crearse las actuales provincias en la división provincial de 1833, Morales de Toro quedó encuadrado en la provincia de Zamora, dentro de la Región Leonesa, la cual, como todas las regiones españolas de la época, carecía de competencias administrativas. Un año después Morales fue adscrita al partido judicial de Toro.
Tras la constitución de 1978, Morales de Toro pasó a formar parte en 1983 de la comunidad autónoma de Castilla y León, en tanto  municipio integrado en la provincia de Zamora.

## Geografía humana

### Demografía
Cuenta con una población de 919 habitantes (INE 2024).
| Gráfica de evolución demográfica de Morales de Toro entre 1842 y 2021                                                 |
| |
| Población de derecho según los censos de población del INE. Población de hecho según los censos de población del INE. |

En los años de la postguerra civil hubo un acontecimiento muy importante para la vida del pueblo: el fenómeno emigratorio. En 1944 Morales tenía unos 2500 habitantes. A partir de este año el pueblo comenzó a perder habitantes, bajando del año 1959 al 60 de 2043 a 1886. 
A finales de 2010, el censo municipal ha alcanzado los 1250 habitantes, habiendo experimentado en los últimos siete años un crecimiento cercano al 16%, debido en gran parte a la llegada de inmigrantes de distintas nacionalidades -sobre todo de ciudadanos rumanos-, el regreso de moralinos a su pueblo -especialmente los procedentes del País Vasco- y por el empadronamiento de parejas jóvenes de la zona o que trabajan en distintos municipios de la comarca.

### Economía
Destaca por su producción vinícola que, dada su alta calidad, desde hace años merece la Denominación de Origen Toro. Buena parte de los viñedos de la D. O. de Toro se encuentran en la vecina Morales de Toro, uno de los mayores centros de producción de la zona. Su historia se remonta a tiempos de los romanos, y actualmente seis bodegas concentran su actividad vinícola, que conforma la principal atracción turística. Aunque el turista agradecerá no marchar de Morales sin conocer su destacable Iglesia de San Salvador.

## Monumentos

### San Juan Bautista

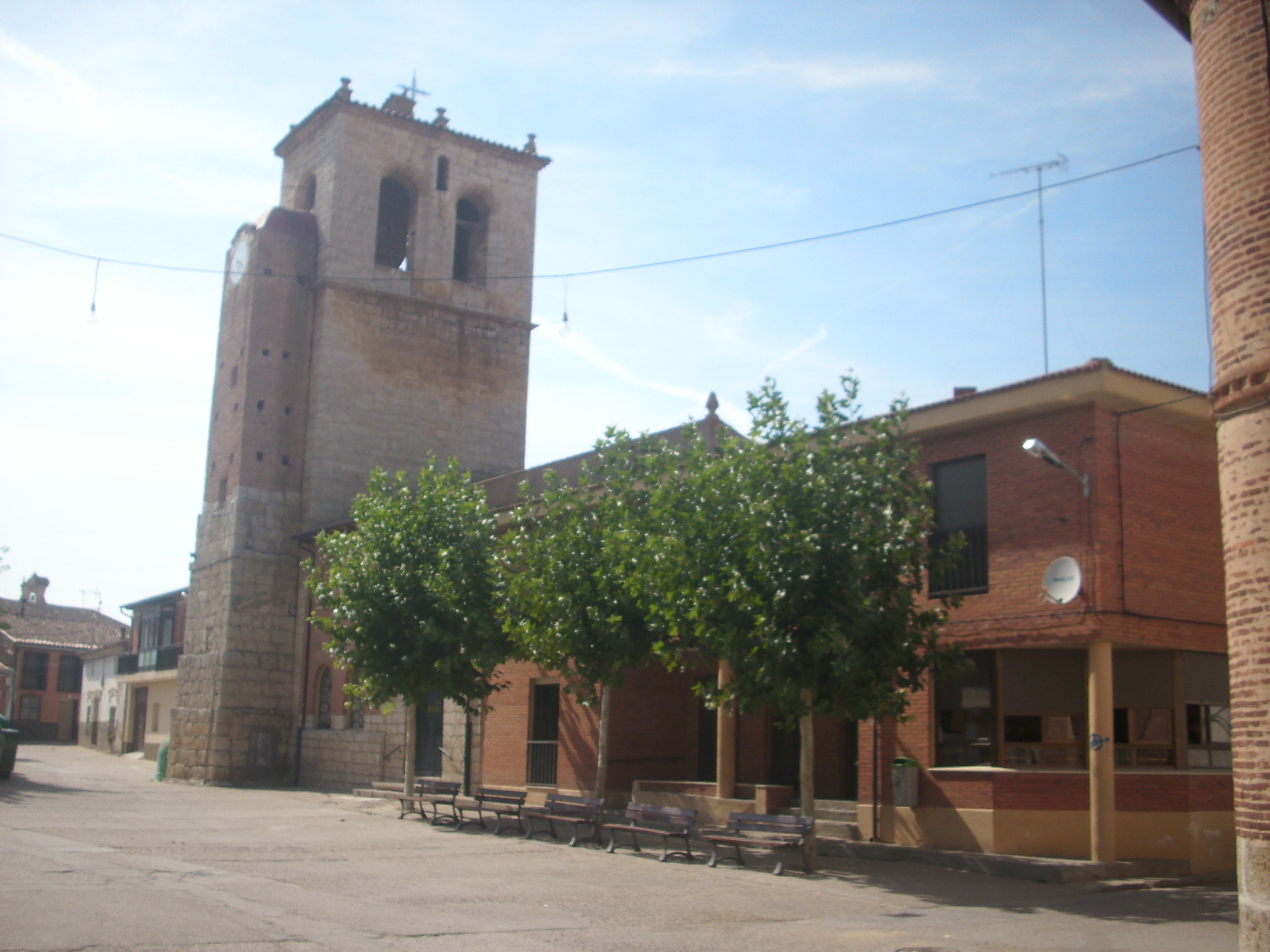
Iglesia de San Juan.

Situada en el centro de la población. Gozó de ciertas preeminencias sobre las otras. Dentro de su demarcación estaba el Hospital de San Martín y su jurisdicción se extendía a la ermita de Santa Ana, en término del despoblado de Cabañeros. El edificio, procedente de la Edad Media, era mezquino, de traza irregular por causas de parches múltiples e inscrita en un rectángulo. En la primera mitad del siglo XVI adquirió su configuración definitiva. Labraron entonces la magnífica armadura de la capilla mayor (morisco-renacentista); pero también en este siglo estucaron todos los muros y los pintaron imitando a cantería
Hace unos años el tejado de la nave se hundió sobre la misma, dando con ella en tierra, después se demolió y se malvendió lo que quedaba en pie.
Hoy se mantiene en pie los paredones del lado occidental con restos de pinturas, una puerta semicircular al mediodía (que se ha conservado como entrada), la portada primitiva principal y la torre fabricada de sillería caliza y de planta rectangular con un adosado para colocar el reloj. El campanario tiene ocho vanos de arco de medio punto. El tejado ha sido remozado en 1985, sustituyendo los machones antiguos por vigas de cemento armado. Tiene una sola campana, la del reloj, pero hasta que se cayó la iglesia tuvo cuatro más, dos grandes y dos pequeñas.
El solar de la iglesia de San Juan se han levantado dos edificios, uno adosado a la torre de piedra aprovechando la pared occidental y la puerta semicircular del mediodía que da entrada a la iglesia o capilla, denominación que se le ha dado por tener unas dimensiones menores que tenía la iglesia, y que fue terminada de construir en 1983, incorporando en ella los elementos que pudieron salvarse; también se conserva el hueco del Baptisterio convertido ahora en altar mayor. En medio del baptisterio había un pozo, no muy profundo, utilizado en tiempos para derramar allí el agua sobrante de los bautismos y al construir la capilla se llenó con los huesos de muchas de las personas que estaban enterradas en la iglesia; la mayoría de los huesos fueron llevados al osario del cementerio. El pozo esta ahora tapado por losas de la iglesia; En todas ellas había inscripciones de los allí enterrados y muchas de ellas fueron a parar, entre los escombros, al llamado «Barrero», la laguna que había en el camino que va de la plaza a las bodegas del pueblo, a la izquierda; solo se conservan dos losas con inscripciones una situada bajo la mesa del altar con fecha de 1700 correspondiente a un sacerdote, que es lo único que se puede leer, porque el resto de la inscripción está borrada por las pisadas del tiempo. Y la otra, está a la entrada de la capilla y corresponde a Ramón Alonso y su esposa Francisca Capellán, padres de Gaspar Alonso Capellán que aparece relacionado en 1750 en el Catastro de la Ensenada, que fue Alcalde en 1790. Por encima de la capilla hay un segundo piso destinado a dependencias de la iglesia: salón de reuniones, cursos, catequesis, etc.
La capilla fue costeada por donativos personales de las gente del pueblo, moradores en él y otros, nacidos en el pueblo, pero que por motivos laborales o profesionales viven la mayor parte del año fuera. Los bancos de madera, hechos por el carpintero Carmelo Salgado, la virgen de las viñas, comprada en el establecimiento «Garin» de la calle mayor de Madrid y el sagrario, comprado en «Alsina», calle Bordadores, número 7, también de Madrid, fueron regalados por los sacerdotes del pueblo don Francisco Gamazo y Pedro Gamazo, tío y sobrino, capellanes militares. La única campana que queda, el sacerdote párroco del pueblo, que llevó la responsabilidad de las obras y llevó a término la construcción de la capilla, fue don Heliodoro Calleja, natural de Vezdemarbán, los albañiles fueron los hermanos Ramos: Angel, Vidal, Emiliano y Cipriano Ramos, todos ellos de Morales.
El otro edificio, construido en lo que era la iglesia, de la mitad hacia adelante, se ha destinado a Hogar del jubilado con bar y salón de juegos, una pequeña biblioteca y una sala de televisión. Se inauguró el 27 de septiembre de 1986, siendo financiado por la Junta de Castilla y León, la Diputación Provincial, la Caja de Ahorros y el Ayuntamiento. La planta de arriba fue destinado e inaugurado como Alberto gaton un salón para exposiciones y otras cosas.

### San Salvador

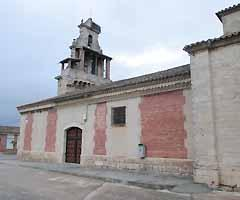
Iglesia de San Salvador.

Dentro de su demarcación estaban las ermitas de Santa Cruz y de Nuestra señora de Moralinos; esta última se demolió en 1781. Nos insinúa la antigüedad de esta iglesia, dice Navarro Talegon, el hecho de que el comendador de Roncesvalles tuviera derecho de presentación sobre su beneficio curado, la mitad de cuyos ingresos decimales pertenecían al de Santa María de Roncesvalles y Santa Catalina, de la ciudad de Toro. La iglesia tiene tres naves separadas por dos pares de arcos formeros, redondos, lisos y apeados sobre pilastras tan rudas como ellos. Gómez Moreno considera a la iglesia Retablo «toda del siglo XVI». En 1735 se rehízo la capilla mayor, conservando su anterior techumbre de estilo mudéjar y se arregló la parte del mediodía, hoy entrada de la iglesia donde se suprimió el soportal o cabildo que antes tenía. El diseño del techo de la capilla mayor es único en la comarca y uso igual describió Gómez Moreno en la iglesia de Santo Tomás, hoy desaparecida. El retablo del altar mayor es del siglo XVI, hacia 1540 y es de un maestro toresano. El retablo del cristo de las Batallas es de estilo barroco y se asentó en 1737, lo mismo que el retablo de Nuestra Señora Roncesvalles; el grupo del martirio de San Tirso y de San Sebastián proceden de la iglesia de Santo Tomé. El retablo del Dulce Nombre de Jesús es barroco y también lo hizo el mismo que los anteriores, Pedro Roldán, de Valladolid. El retablo del Cristo de la Expiración es de la iglesia de Santo Tomé y data de 1685; en el friso hay esta inscripción «siendo cura, Retablo. san Miguel en 1679, Francisco Rubio, hicieron este retablo Juan Pinto y Catalina del Teso». La talla de nuestra Señora de La Silla data del siglo XIV, y es la talla más antigua que tiene la iglesia junto con la columna de la pila de agua bendita que data del siglo X. También un crucifijo de estilo gótico que está en la sacristía (era de San Juan) data del siglo XIV. La predela perteneciente al retablo mayor de la derruida iglesia de San Juan Bautista se conserva y sus relieves han sido bien reutilizados en la mesa del altar, ambón y panel sotopuesto al sagrario en la iglesia de San Salvador; ello garantizará su pervivencia; dichos trabajos los realizó el maestro Zamorano José Alonso.(ver «Correo de Zamora» de 20 de noviembre de 1977). Las demás tallas y objetos sagrados como cálices de plata, custodia, etc., que se conservan en la iglesia y en la sacristía, están bien detallados en la obra a la que hemos remitido para el estudio de este capítulo: «Catalogo monumental de Toro y su Alfoz» del que es autor José Navarro Talegón.

### Ayuntamiento

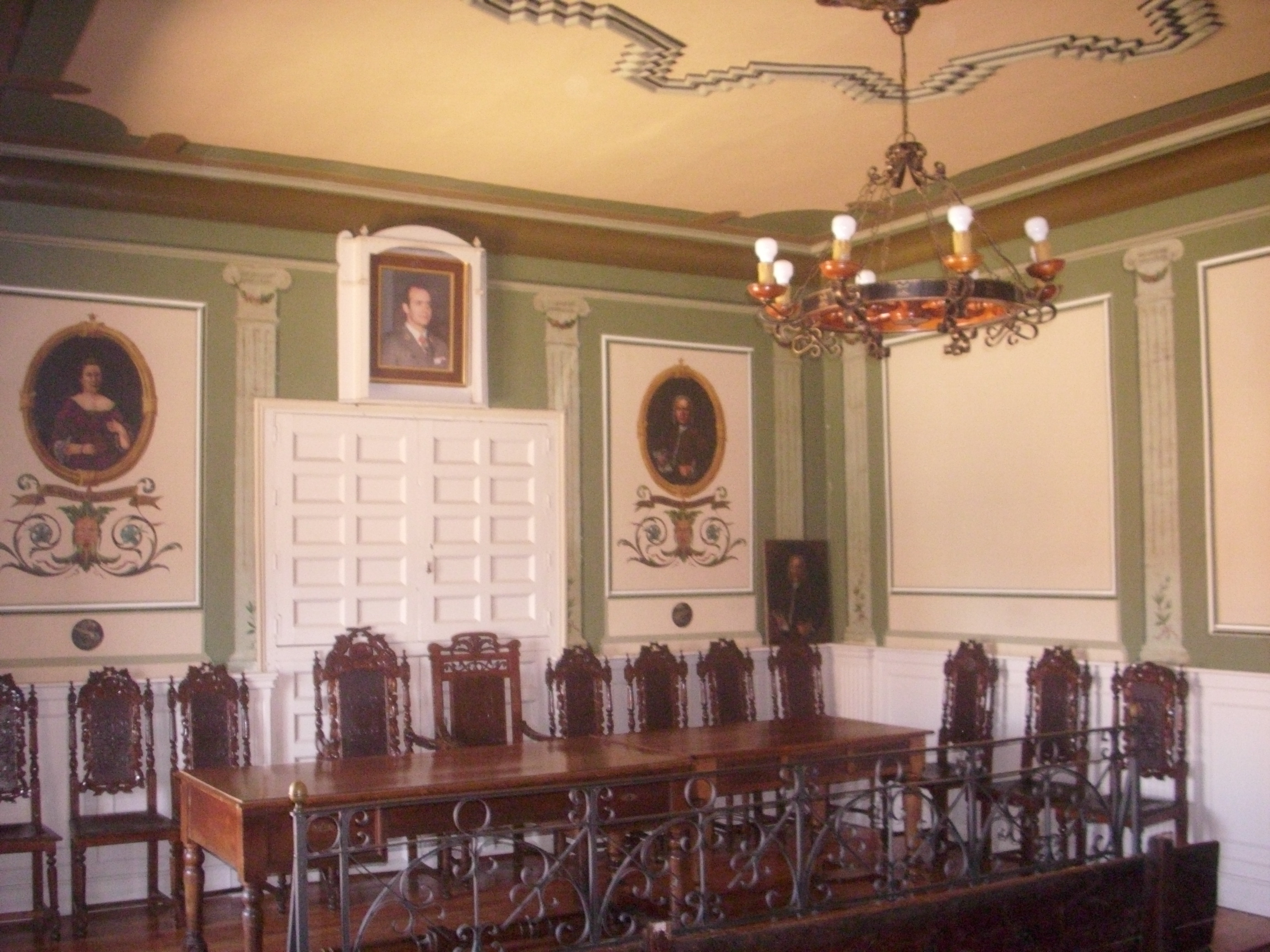
Salón principal del Ayuntamiento.

Este edificio fue casa de don Tomás Pinto Miguel y de su esposa doña Juana Monroy; en él instituyó la Obra Pia de la Escuela y después lo dio al municipio para Consistorio. Es del siglo XVIII y tiene una escalera con bóveda recubierta de ricas yeserías, más linterna. En el salón principal hay también algunas pinturas de la época. En octubre de 1986 se levantó la cubierta inicial, colocando otra nueva de hierro más liviana. Las obras concluyeron en diciembre y fueron costeadas por la Junta de Castilla y León. A principios de 1987 se estaban remodelando y pintando los salones y se han colocado nuevas ventanas.

## Fiestas

### San Roque
El 16 de agosto se celebra en no pocos pueblos de la Región Castellano Leonesa, ubicados en nuestra comarca, las fiestas conmemorativas de San Roque. En la mayoría de los pueblos se celebran fiestas con ocasión de un día señalado por una festividad mariana, sin embargo, resulta curioso que en nuestra Provincia haya tantos pueblos bajo el patronazgo de un santo francés, San Roque, nacido en el siglo XIII. Parece ser que en 1356, un año después del nacimiento en Morales de la Infanta Isabel, hija de Pedro I el Cruel, San Roque fue proclamado patrón del pueblo. Desde tiempos inmemoriales se corre en Morales los toros el día de San Roque. Las fiestas tienen actos para todos los públicos: carrozas, conciertos, concursos, las típicas sopas de ajo entre otras cosas, encierros, gran prix. Morales de Toro es una de las localidades que más une sus fiestas a las tradiciones. Una feria en la Plaza Mayor nos permite disfrutar de los vinos de más de una treintena de bodegas de la zona de Toro. Los carros engalanados y el primer mosto del año, nos recuerdan las tradiciones que llevan repitiéndose en esta zona cientos de años. En esta cita se exhiben las mejores uvas y se habla de la vendimia. Esta feria es gratuita se pueden probar los diferentes vinos gratis.

### Carnavales
La gran fiesta de esta época son los Carnavales, que hoy están perdiendo todo el protagonismo. Hasta los años 60 estuvieron arraigadas en el pueblo, si bien fueron perdiendo su intensidad.
En los buenos tiempos de Carnaval, incluyó hasta el año 50, la preparación de los mismos comenzaba un mes antes con el ensayo de las Murgas y Relaciones y la limpieza del local de la limonada, generalmente un pajar o panera, donde se reunían durante estos días las cuadrillas de mozos y bebían una limonada, siempre abundante. La limonada se hacía el domingo antes o después de la misa y antes del baile de la mañana que se celebraba en la Plaza Mayor. Las Cuadrillas de mozos se visitaban en sus locales ( hoy se llaman Peñas ) para probar la limonada ajena y con tanta probadura a veces se llegaba al baile con un grado de más.
Una de las tradiciones que tenía lugar durante los Carnavales era la de "correr el bollo". Los mozos casaderos iban en cuadrillas a las casas de sus bailadoras, solían ser las chicas a las que querían rondar, donde eran obsequiados por la madre con el bollo. El día más importante es el martes de carnaval, con desfile y fiesta por los diferentes bares de Morales.

### Fiesta de la vendimia
Morales de Toro es una de las localidades que más une sus fiestas a las tradiciones. Una feria en la Plaza Mayor nos permite disfrutar de los vinos de más de una treintena de bodegas de la zona de Toro. Los carros engalanados y el primer mosto del año, nos recuerdan las tradiciones que llevan repitiéndose en esta zona cientos de años. En esta cita se exhiben las mejores uvas y se habla de la vendimia.

### Semana Santa
La Semana Santa es la conmemoración anual en que el calendario cristiano conmemora la Pasión, Muerte y Resurrección de Jesús de Nazaret o lo que es igual conmemorar sus últimos días, por ello, es un período de intensa actividad litúrgica dentro de las diversas confesiones cristianas. Da comienzo el domingo de Ramos finaliza el Sábado Santo, aunque su celebración suele iniciarse en varios lugares el viernes anterior (Viernes de Dolores) y se considera parte de la misma el Domingo de resurrección.
Va precedida por la Cuaresma, que culmina en la Semana de Pasión y da paso a un nuevo período litúrgico.
La Semana Santa cuenta con celebraciones propias que recuerdan la institución de la Eucaristía en el Jueves santo, la Crucifixión de Jesús y su Muerte el Viernes santo y su Resurrección en la Vigilia Pascual en la noche del Sábado Santo al Domingo de Resurrección.

### Los Quintos
Tradición del pueblo donde los mozos antes de hacer la mili cortaban un árbol y ponían el "Mayo" recorriendo el pueblo en un remolque mientras tiraban paja, lo cual se conoce como "empajada", haciéndose la fiesta de noche hasta altas horas de la madrugada.

## Personajes ilustres
- Pablo Martín Caballero (Morales de Toro, 27 de enero de 1936-), licenciado en Derecho que llegó a ser Gobernador Civil de Castellón, Badajoz y Tenerife.[19]